# Nachtblende (1975)
Nachtblende ist ein französisches Filmdrama aus dem Jahr 1975. Es handelt von einer Dreiecksbeziehung im Milieu der französisch-italienischen Mafia.

## Handlung
Die erfolglose Schauspielerin Nadine Chevalier dreht Softpornos, um überleben zu können. Sie lernt bei Dreharbeiten den Fotografen Servais Mont kennen, der sich sofort in sie verliebt. Nadine strebt aber nur eine sexuelle Beziehung an, da sie ihren impotenten und manisch-depressiven Mann Jacques Chevalier immer noch sehr liebt. Servais wird von dem Mafiapaten Mazelli gezwungen, Porno-Fotoshootings durchzuführen, da sein alkohol- und drogensüchtiger Vater hohe Schulden bei der Mafia hat. Dies hindert ihn aber nicht daran, sich einen erheblichen Geldbetrag bei der Mafia zu leihen, um Nadine eine Rolle in einer Aufführung von Richard III. zu verschaffen.
Nachdem das Stück von der Kritik verrissen wird und Servais sämtliche Avancen von Nadine zurückweist, da er die Liebe zwischen ihr und Jacques nicht zerstören will, nimmt sich Jacques das Leben. Servais wird aufgrund seiner Weigerung, weiter für die Mafia zu arbeiten, zusammengeschlagen. Der Film endet, indem Nadine zum halbtoten Servais zurückkehrt und ihm ihre Liebe gesteht.

## Hintergrund
Romy Schneider bekam für ihre Rolle den César für die beste weibliche Schauspielerin.

## Kritik
„‚Nachtblende‘ ist ein Skandalfilm. Brutal, nackt, obsessiv und intensiv. Ein Filmgenuss der komplizierteren Art.“
Żuławski erzählt also eine Geschichte, in der sich zwei Prinzipien nicht nur diametral gegenüberstehen, sondern miteinander verschränkt sind: das Prinzip Geld und das Prinzip Liebe. Es verschafft Macht in der Beziehung und produziert die Unmöglichkeit von Liebe – bis in den Tod.
Andrzej Żuławski zeigt in „Nachtblende“ auch, wie die Beziehungen der Figuren mit Geld und Macht zusammenhängen. Nicht zuletzt kann man „Nachtblende“ als Reflexion über die Frage nach dem Sinn des Lebens verstehen und darüber, was die Kommerzialisierung für Künstler bedeutet.
Lexikon des internationalen Films: „Mischung aus Psychogramm-Versuch und Melodram, inszeniert in barocker, greller Manier. In der Schilderung existentieller Extremsituationen stellenweise spekulativ, nicht selten aber auch unfreiwillig komisch.“